# 法蘭西岩
63°2′S 56°0′W / 63.033°S 56.000°W
法蘭西岩（Français Rocks），是南極洲的岩石，位於茹安維爾群島的迪維爾島東北岸，由儒勒·迪蒙·迪維爾率領的法國探險隊命名，現時由南極條約體系管理。